# فرنسيس إتش هارلو
فرنسيس إتش هارلو (بالإنجليزية: Francis H. Harlow)‏ هو فيزيائي أمريكي، ولد في 22 يناير 1928، وتوفي في 1 يوليو 2016.